# Homare Sawa
Homare Sawa (澤穂希, さわ ほまれ?) född 6 september 1978 i Fuchū, är en japansk fotbollsspelare.
Sawa spelar sedan 2011 för INAC Kobe Leonessa i japanska L League. Hon har tidigare spelat för japanska Tokyo Verdy samt de amerikanska klubbarna Atlanta Beat och Washington Freedom. Homare Sawa har både gjort flest landskamper (203) och mål (83) för Japans damlandslag i fotboll. 
Med sina fem mål i turneringen vann Sawa skytteligan vid VM 2011. Japan vann även hela världsmästerskapet. Sawa utsågs senare under samma år även till världens bästa kvinnliga fotbollsspelare för sina insatser i VM.

### Webbkällor
- Profil på det japanska fotbollsförbundets webbplats (engelska)